# Ocotlamanic, Coxcatlán
Ocotlamanic är en ort i Mexiko.   Den ligger i kommunen Coxcatlán och delstaten Puebla, i den sydöstra delen av landet, 250 km sydost om huvudstaden Mexico City. Ocotlamanic ligger 2 359 meter över havet och antalet invånare är 1 112.
Terrängen runt Ocotlamanic är bergig västerut, men österut är den kuperad. Runt Ocotlamanic är det ganska tätbefolkat, med 60 invånare per kvadratkilometer. Närmaste större samhälle är Ajalpan, 18,1 km väster om Ocotlamanic. I omgivningarna runt Ocotlamanic växer huvudsakligen savannskog.